# Дивовижний випадок з очима Дейвідсона
«Дивовижний випадок з очима Дейвідсона» (англ. The Remarkable Case of Davidson's Eyes) — оповідання Герберта Веллса, вперше опубліковане 1895 року в журналі «Pall Mall Budget».

## Сюжет
У Сіднея Дейвідсона, після відвідання лабораторії винахідника Бойса, раптово стається незвичайний розлад. Він бачить місця, яких насправді немає поруч. У такому стані його знаходить знайомий Беллоуз. Хоча Сідней спершу в захваті від своєї нової здатності, думаючи, що помер і потрапив до раю, він не бачить що діється поблизу нього, тому постійно натикається на предмети. Сідней бачить мальовничу бухту, а коли рухається, його погляд рухається відповідно, в тому числі крізь різні перешкоди.
Через три тижні нормальний зір повертається до Сіднея. Він починає розрізняти предмети поблизу, знову бачить острів, який стає прозорий, і врешті марево зникає зовсім.
За два роки по тому родич Сіднея показує фотографії, на яких той впізнає корабель, який він бачив біля острова. Беллоуз припускає, що тут стався випадок скорочення простору через четвертий вимір, і Сідней потрапив під його вплив через дію електромагніта в лабораторії. Втім, повторити цю дивовижну подію не вдається.

## Екранізації
«The Remarkable Case of Davidson's Eyes» — епізод серіалу «The Infinite Worlds of H. G. Wells», перший сезон, епізод 4, 2001 рік.